# نادي شباب المسيرة
نادي شباب المسيرة هو نادٍ رياضي مغربي من مدينة العيون، يمارس بدوري الدرجة الثانية المغربي، تأسس سنة 1977.

## تاريخ النادي
النادي كان يسمى في السنوات الأولى بعد نشأته بنادي القوات المساعدة وهي وحدة من القوات المسلحة الملكية المغربية التي عبرت عن رغبتها في إنشاء نادي كرة قدم على غرار نادي الجيش الملكي المغربي. تم تغيير اسم الفريق في فترة الثمانينات ليصبح اسم النادي: شباب المسيرة الرياضي. كان المقر الأول للنادي موجودا في مدينة بن سليمان، المعقل الرئيسي لثكنة القوات المساعدة قبل أن يتم تغيير مقر الفريق إلى العيون عام 1995.

## النزول إلى القسم الثاني
بعد أن حقق الصعود سنة 1994 إلى القسم الأول، سقط النادي إلى الدرجة الثانية موسم 2012/2011 عندما احتل الصف 15 قبل الأخير حيث لعب مباراته الحاسمة في الجولة الأخيرة ضد الوداد الفاسي وكان يكفيه التعادل للبقاء مع الكبار لكنه سقط بـ 0-3 خارج قواعده ليودع القسم الأول.

## الإنجازات
- 5 مرات نصف نهاية كأس العرش